# Willie Davie
Willie Davie, diminutivo di William Clark Davie (Paisley, 7 gennaio 1925 – 29 gennaio 1996) è stato un calciatore scozzese, di ruolo centrocampista.

## Carriera
Esordisce tra i professionisti all'età di 22 anni nella stagione 1947-1948 con la maglia del St. Mirren, club della prima divisione scozzese, con cui rimane per un triennio totalizzando complessivamente 50 presenze e 4 reti in incontri di campionato; si trasferisce quindi agli inglesi del Luton Town, con la cui maglia durante la stagione 1950-1951 mette a segno 11 reti in 42 presenze nella seconda divisione inglese. Nella stagione 1951-1952 realizza invece 2 reti in 20 presenze in prima divisione con la maglia dell'Huddersfield Town, club con il quale nella stagione 1952-1953 gioca nuovamente in seconda divisione, salvo poi tornare nuovamente in prima divisione a partire dalla stagione 1953-1954, nella quale mette a segno 6 reti in 30 partite di campionato. Gioca quindi ulteriori 6 partite in prima divisione nella stagione 1954-1955, mentre nella stagione 1955-1956, al termine della quale i Terriers retrocedono nuovamente in seconda divisione, totalizza 21 presenze e 2 reti (che lo portano quindi ad un totale di 77 presenze e 10 reti in carriera nella prima divisione inglese); gioca infine un'ultima stagione all'Huddersfield Town, in seconda divisione, per poi lasciare il club nell'estate del 1957 dopo complessive 116 presenze e 13 reti in incontri di campionato; disputa quindi un'ultima stagione da professionista, giocando 7 partite in terza divisione con la maglia del Walsall, per poi chiudere la carriera con i semiprofessionisti del Bath City, con i quali gioca in Southern Football League (che all'epoca era una delle principali leghe calcistiche inglesi al di fuori della Football League.